# Tara (árvore)
- Commons
- Wikispecies

Tara (Molina 1789) E. Gagnon & G. P. Lewis 2016 é um género de plantas fabáceas, pertencente à sub-família Caesalpinioideae. As espécies deste género são plantas lenhosas que ocorrem em zonas tropicais e subtropicais da América latina. O nome do género é derivado de um nome vernacular.

## Seleção de espécies
| - Tara cacalaco - Tara spinosa (falso-pau-brasil), sinônimo: Caesalpinia spinosa - Tara vesicaria |

## Classificação do gênero
| Sistema | Classificação                     | Referência               |
| ------- | --------------------------------- | ------------------------ |
| Linné   | Classe Decandria, ordem Monogynia | Species plantarum (1753) |